# راينهارد كيناست
راينهارد كيناست (بالألمانية: Reinhard Kienast)‏ هو لاعب كرة قدم نمساوي، ولد في 2 سبتمبر 1959 في فيينا في النمسا. شارك مع منتخب النمسا لكرة القدم. أما مع النوادي، فقد لعب مع رابيد فيينا.

## وصلات خارجية
- راينهارد كيناست على موقع قاعدة بيانات كرة القدم.إي يو (الإنجليزية)
- راينهارد كيناست على موقع ناشيونال فوتبول تيمز (الإنجليزية)